# Mikrogeophagus
Mikrogeophagus ist eine Gattung kleiner geophaginer Buntbarsche (Cichlidae). Die Gattung umfasst drei wissenschaftlich beschriebene Arten. In ihrem relativ großen Verbreitungsgebiet in den tropischen Savannen Südamerikas überschneiden sich die Lebensräume dieser Arten nicht. Mikrogeophagus (übersetzt: „kleiner Erdfresser“) ist eine recht ursprüngliche Entwicklungsstufe in der Tribus Geophagini und steht den sehr viel spezialisierteren Zwergbuntbarschen der Sammelgattung Apistogramma nicht sehr nahe. Trotzdem wurde ihr bekanntester Vertreter, der Südamerikanische Schmetterlingsbuntbarsch, 29 Jahre lang zu Apistogramma gestellt.

## Merkmale
Von den  Apistogramma  unterscheiden sich die  Mikrogeophagus -Arten nach Kullander durch ihre hochrückigen Körper, flachen oder gegabelten Schwanzflossen, nicht sehr ausgeprägten äußeren Geschlechtsunterschiede und vor allem durch ihr Fortpflanzungsverhalten: Mikrogeophagus  sind Offenbrüter und bilden als feste Paare eine Elternfamilie.

## Systematik
Die Entscheidung über den gültigen Gattungsnamen wurde über Jahre hinweg in heftigen Auseinandersetzungen diskutiert. Erst nachdem Kullander 1977 die Gattung  Papiliochromis  beschrieben hatte, wurde die bereits 1967 von Meulengracht-Madsen für den „Ramirezi“ aufgestellte Gattung Mikrogeophagus quasi wiederentdeckt und erhielt nach dem Prioritätsprinzip den Vorrang, auch vor Microgeophagus Axelrod, 1971.
Die Gattung Mikrogeophagus enthält drei Arten:
- Bolivianischer Schmetterlingsbuntbarsch (Mikrogeophagus altispinosus (Haseman, 1911))
- Mikrogeophagus maculicauda Wolfgang Staeck, Felipe Polivanov Ottoni & Ingo Schindler, 2022[3]
- Südamerikanischer Schmetterlingsbuntbarsch (Mikrogeophagus ramirezi (Myers & Harry, 1948))